# Узкое место (фильм)
«Узкое место» (англ. Tight Spot) — драма Фила Карлсона 1955 года с Джинджер Роджерс и Эдвардом Г. Робинсоном в главных ролях. Фильм-нуар.

## Сюжет
Шерри Конли — модель, оказавшаяся в тюрьме за преступление, которого она не совершала. Ллойд Галетт, официальное лицо, предлагает ей свободу взамен дачи свидетельских показаний в суде над преступником Бенджамином Костаном. Костан, зная об этом, принуждает детектива, охраняющего Шерри, Винса Страйкера, «не заметить» нанятого киллера, проникнувшего в гостиничный номер, где скрывают Конли. Но та окончательно принимает решения давать показания только после убийства сопровождающей её женщины-полицейского, миссис Виллоубай. Но теперь Шерри заказали самому Винсу Страйкеру.

## В ролях
- Джинджер Роджерс — Шерри Конли
- Эдвард Г. Робинсон — Ллойд Галлетт
- Брайан Кит — Винс Страйкер
- Лорн Грин — Бенжамин Костейн
- Кэтрин Андерсон — миссис Виллоубай
- Аллен Норс — Марвин Риклз
- Питер Лидз — Фред Пакер
- Ив МакВиг — Клара Моран
- Хелен Уоллес — Уорден

## Премьеры
В США премьера состоялась 19 марта 1955 года.

И только через полгода фильм был представлен в Европе. Германия его увидела в сентябре 1955.
Затем Австрия — декабрь 1955,
Швеция — 19 декабря 1955 и
Финляндия 27 января 1956.